# Horace Rice
Horace M. Rice (ur. 5 września 1872 w Sydney, zm. 1950 w Sydney) – australijski tenisista, zwycięzca Australasian Championships w grze pojedynczej, podwójnej i mieszanej, reprezentant w Pucharze Davisa.

## Kariera tenisowa
Rice był zawodnikiem leworęcznym, występującym na korcie w charakterystycznych długich białych spodenkach i czarnych skarpetach. Angażował się przede wszystkim w grę z głębi kortu i przebijanie wszystkich możliwych piłek, a czynił to w sposób nietypowy – bekhend i forhend grał tą samą stroną rakiety. Z podstawowych uderzeń bekhend był jego silniejszą bronią, natomiast serwisu używał podcinanego.
Znany był również z długowieczności sportowej. Między jego debiutem i ostatnim meczem w charakterze reprezentanta Nowej Południowej Walii upłynęło 31 lat (1894–1925). Zaliczył także szereg występów w Australasian Championships (Australian Open). W inauguracyjnej edycji w 1905 roku odpadł w 1 rundzie z późniejszym zwycięzcą Rodneyem Heathem, ale dwa lata później okazał się najlepszy, w decydującym meczu pokonując Harry’ego Parkera. W latach poprzedzających wybuch I wojny światowej jeszcze kilkakrotnie pokazywał się z dobrej strony, osiągając finały gry pojedynczej w 1910, 1911 i 1915 roku (ostatnia edycja przedwojenna). W latach 1916–1918 turniej nie był rozgrywany, a z frontu nie powróciło m.in. trzech dawnych mistrzów imprezy; Rice, mimo ukończonych 45 lat, pozostał w czołówce i jeszcze w 1920 oraz w 1923 roku dochodził do półfinałów.
W 1913 roku zagrał na Wimbledonie, przegrywając w 2 rundzie. W tym samym wystąpił we wspólnej reprezentacji Australii i Nowej Zelandii w Pucharze Davisa, ulegając Amerykanom Maurice'owi McLoughlinowi w trzech i Richardowi Williamsowi w pięciu setach.
W Australasian Championships Rice skutecznie startował także w grach podwójnych. W 1910 i 1915 roku wygrywał grę podwójną mężczyzn, w tej samej konkurencji był w finale w latach 1907, 1920 i 1923. W 1923 roku wygrał też jedną z pierwszych edycji gry mieszanej, mając za partnerkę Sylvię Lance Harper.
Wysoko cenił Rice'a jeden z jego współczesnych rywali, nowozelandzki mistrz Wimbledonu Anthony Wilding, który określał go jako gracza niepowtarzalnego, o tenisie będącym niezwykłym połączeniem brzydoty i skuteczności.

### Finały w turniejach wielkoszlemowych

#### Gra pojedyncza (1–3)
| Końcowy wynik | Nr | Data | Turniej                               | Nawierzchnia | Przeciwnik     | Wynik finału       |
| ------------- | -- | ---- | ------------------------------------- | ------------ | -------------- | ------------------ |
| Zwycięzca     | 1. | 1907 | Australasian Championships, Brisbane  | Trawiasta    | Harry Parker   | 6:3, 6:4, 6:4      |
| Finalista     | 1. | 1910 | Australasian Championships, Adelaide  | Trawiasta    | Rodney Heath   | 4:6, 3:6, 2:6      |
| Finalista     | 2. | 1911 | Australasian Championships, Melbourne | Trawiasta    | Norman Brookes | 1:6, 2:6, 3:6      |
| Finalista     | 3. | 1915 | Australasian Championships, Brisbane  | Trawiasta    | Gordon Lowe    | 6:4, 1:6, 1:6, 4:6 |

#### Gra podwójna (2–3)
| Końcowy wynik | Nr | Data | Turniej                              | Nawierzchnia | Partner         | Przeciwnicy                   | Wynik finału       |
| ------------- | -- | ---- | ------------------------------------ | ------------ | --------------- | ----------------------------- | ------------------ |
| Finalista     | 1. | 1907 | Australasian Championships, Brisbane | Trawiasta    | George Wright   | William Gregg Harry Parker    | 2:6, 6:3, 2:6, 2:6 |
| Zwycięzca     | 1. | 1910 | Australasian Championships, Adelaide | Trawiasta    | Ashley Campbell | Rodney Heath John L. Odea     | 6:3, 6:3, 6:2      |
| Zwycięzca     | 2. | 1915 | Australasian Championships, Brisbane | Trawiasta    | Clarence Todd   | Gordon Lowe Bert St. John     | 8:6, 6:4, 7:9, 6:3 |
| Finalista     | 2. | 1920 | Australasian Championships, Adelaide | Trawiasta    | Ray Taylor      | Pat O’Hara Wood Ronald Thomas | 1:6, 0:6, 5:7      |
| Finalista     | 3. | 1923 | Australasian Championships, Brisbane | Trawiasta    | Dudley Bullough | Pat O’Hara Wood Bert St. John | 4:6, 3:6, 6:3, 0:6 |

#### Gra mieszana (1–0)
| Końcowy wynik | Nr | Data | Turniej                              | Nawierzchnia | Partnerka           | Przeciwnicy                       | Wynik finału  |
| ------------- | -- | ---- | ------------------------------------ | ------------ | ------------------- | --------------------------------- | ------------- |
| Zwycięzca     | 1. | 1923 | Australasian Championships, Brisbane | Trawiasta    | Sylvia Lance Harper | Margaret Molesworth Bert St. John | 2:6, 6:4, 6:4 |